# Ioan Șnep
Ioan Gabor Șnep (Negrești-Oaș, 12 de julio de 1966) es un deportista rumano que compitió en remo. Su esposa Doina Bălan compitió en el mismo deporte.
Participó en dos Juegos Olímpicos de Verano, en los años 1988 y 1992, obteniendo una medalla de plata en Seúl 1988, en la prueba de cuatro con timonel.
Ganó dos medallas de plata en el Campeonato Mundial de Remo entre los años 1989 y 1991.

## Palmarés internacional
| Juegos Olímpicos   | Juegos Olímpicos     | Juegos Olímpicos | Juegos Olímpicos   |
| Año                | Lugar                | Medalla          | Prueba             |
| ------------------ | -------------------- | ---------------- | ------------------ |
| 1988               | Seúl (Corea del Sur) | Medalla de plata | Cuatro con timonel |
| Campeonato Mundial |                      |                  |                    |
| Año                | Lugar                | Medalla          | Prueba             |
| 1989               | Bled (Yugoslavia)    | Medalla de plata | Dos con timonel    |
| 1991               | Viena (Austria)      | Medalla de plata | Cuatro con timonel |